# Палієнко Інна Володимирівна
Інна Володимирівна Палієнко (нар. 8 червня 1969, Миколаїв) — українська фристайлістка, що спеціалізується на акробатичних стрибках, учасниця зимових Олімпійських ігор 1994 року, тричі учасниця Чемпіонату світу з фристайлу, срібна призерка Кубка Європи, неодноразова переможниця першостей і чемпіонатів України.

## Біографія
Інна Палієнко народилася 8 червня 1969 року. З десяти років почала займатися стрибками на батуті в ДЮСШ № 5 Корабельного району у В. Л. Шведова. У 1986 році перейшла на фристайл. З 1989 року — член збірної команди СРСР. Через рік стала срібним призером Кубка Європи, а ще через два роки була третьою на чемпіонаті СРСР. Неодноразова переможниця першостей і чемпіонатів України.
На Олімпіаді-1994 в Ліллегаммері вона взяла участь в змаганнях із жіночих акробатичних стрибків і посіла 11 місце. Вона потрапила у фінал, але в ньому обіграла лише одну конкурентку — Наталію Орієхову.
У 1989—1995 роках Інна тричі брала участь у чемпіонатах світу, у всіх випадках — в акробатичних стрибках. У березні 1989 р. В Оберйоху вона посіла 13-те місце, у березні 1993 р. — теж 13-те в Альтенмаркті, а в лютому 1995 року посіла 15-ту позицію в Ла-Клюзасі.
У своїй кар'єрі вона неодноразово брала участь у змаганнях Кубка світу. Перші очки до загальної класифікації вона виграла в грудні 1988 року в Тіні, посівши 11 місце. Тричі за свою кар'єру вона потрапляла до десятки найкращих змагань Кубка світу: у березні 1993 у Ліллегаммері — 6-та, у грудні 1993 року в Тіньє — 4-та, у лютому 1995 року в Оберйоху — 10-та. У загальній класифікації Кубку світу з акробатичних стрибків вона була найуспішнішою в сезоні 1992/1993 — дев'ятнадцятою. У Кубку світу з фристайлу найвище в її кар'єрі, 55-е місце, було в сезоні 1994/1995.

## Виноски
1. ↑  На белых Олимпиадах и чемпионатах мирах [Архівовано 31 липня 2020 у Wayback Machine.](рос.)
2. ↑  Inna Paliyenko Bio, Stats, and Results. sports-reference.com. Архів оригіналу за 3 серпня 2009. Процитовано 15 квітня 2017.(англ.)
3. ↑  Freestyle Skiing at the 1994 Lillehammer Winter Games: Women's Aerials Final Round. Архів оригіналу за 7 листопада 2012. Процитовано 28 червня 2021.(англ.)
4. ↑  Ski - Inna PALIENKO. Архів оригіналу за 2 липня 2021. Процитовано 28 червня 2021.(англ.)
5. ↑  Athlete: PALIENKO Inna - World Cup. Архів оригіналу за 16 квітня 2017. Процитовано 28 червня 2021.(англ.)
6. ↑  Athlete: PALIENKO Inna - WC Standings. Архів оригіналу за 16 квітня 2017. Процитовано 28 червня 2021.(англ.)